# لاك سانت بول (كيبك)
لاك سانت بول  (بالإنجليزية: Lac-Saint-Paul)‏ هي بلدية محلية في كيبيك تقع في كندا في Antoine-Labelle Regional County Municipality. يقدر عدد سكانها بـ 481 نسمة ومساحتها 184.50 كم2 .